# Guadalupe Victoria (Tuxtla Chico)
Guadalupe Victoria es una localidad del estado mexicano de Chiapas. Es parte del municipio de Tuxtla Chico.

## Toponimia
El nombre de la localidad rinde homenaje a Guadalupe Victoria, primer presidente de México.

## Demografía
| Gráfica de evolución demográfica |
|                                  |

| Censo | Población |
| ----- | --------- |
| 1950  | 249       |
| 1960  | 451       |
| 1970  | 846       |
| 1980  | 852       |
| 1990  | 952       |
| 2000  | 1 048     |
| 2010  | 1 251     |
| 2020  | 1 181     |